# Světová meteorologická organizace

Vlajka WMO

Světová meteorologická organizace (anglicky World Meteorological Organization, odtud WMO) je mezivládní organizace se 187 členskými státy a dalšími oblastmi. Vznikla z Mezinárodní meteorologické organizace (IMO, International Meteorological Organization), která byla založena roku 1873 převážně pro námořní účely. Roku 1947 byla obnovena Světová meteorologická organizace pod záštitou Organizace spojených národů (UN, United Nation). Výkonný výbor a sekretariát organizace sídlí v Ženevě ve Švýcarsku. V roce 1950 se WMO stává zvláštním odborem OSN pro meteorologii (počasí a podnebí), operativní hydrologii a související geofyzikální vědy. Od roku 1951 WMO nahrazuje IMO.

## Struktura WMO

### Kongres WMO
Nejvyšším orgánem WMO je Kongres. Ten zasedá jednou za 4 roky. Mezi zasedáním kongresu řídí činnost organizace Výkonná rada. Kongres WMO schvaluje dlouhodobé plány, schvaluje maximální výdaje na další období, schvaluje technické předpisy ve vztahu k mezinárodnímu meteorologickému a operativnímu hydrologickému pozorování. Volí předsedu a místopředsedy organizace a členy Výkonné rady a jmenuje Generálního sekretáře.

### Výkonná rada WMO
Výkonná rada je tvořena předsedou a místopředsedy, 6 předsedy oblastních sdružení a 14 zvolenými řediteli meteorologických služeb. Výkonná rada se zodpovídá Kongresu. Výkonná rada koordinuje WMO mezi zasedáními Kongresu WMO.

### Oblastní sdružení
Oblastních sdružení je šest: Afrika, Asie, Jižní Amerika, Severní Amerika, Centrální Amerika a Karibik, Jihozápadní Pacific a Evropa), tvoří je členové (např. Česká republika). Úkolem oblastních sdružení je řídit meteorologickou činnost ve své oblasti.
Osm technických zmocněnců sestává z expertů stanovených členy, zabývají se věcmi v určitých oborech meteorologie (přístroji, metodami pozorování, atmosférickými vědami, leteckou meteorologií, zemědělskou meteorologií, oceánografií, a mořskou meteorologií ve spojení s IOC a UNESCO, hydrologií a klimatologií).

### Sekretariát
Sekretariát, v jehož čele je Generální sekretář, slouží jako administrativní, dokumentační a informační centrum organizace. Připravuje, sestavuje, produkuje a distribuuje publikace organizace, vykonává úkoly stanovené Konvencí WMO a jinými základními dokumenty. Poskytuje podporu výše uvedeným útvarům.

## Konvence WMO
Konvence WMO byla podepsána 11. října 1947 a sestává z 32 článků. Jedním z prvních 22 signatářů konvence a zakladatelů bylo i Československo . Za Československo ji podepsal prof. dr. Alois Gregor. Konvence WMO nabyla platnost 23. března 1950, přičemž toto datum se bere jako den vzniku WMO. 23. březen se slaví jako Světový den meteorologie.
Cíle organizace jsou tyto:
(a) Usnadňovat celosvětovou spolupráci při výstavbě sítě stanic pro meteorologická a jiná geofyzikální pozorování spojených s meteorologií, a podporovat zakládání a provoz meteorologických center pověřených zajišťovat meteorologické služby;
(b) Podporovat rozvoj a provoz systémů pro rychlou s informacemi o počasí;
(c) Podporovat standardizaci v meteorologických pozorováních a pečovat o jednotnost prezentování pozorování a statistik;
(d) Napomáhat rozvoji aplikací v letecké, námořní a zemědělské meteorologii, jakož i v dalších lidských činnostech;
(e) Povzbuzovat výzkum a výcvik v meteorologii, napomáhat sjednocovat a usměrňovat mezinárodní výzkum a výcvik.

## Symboly WMO
Vlajka WMO je modrobílá jako u jiných organizací OSN, tvoří ji bílá mapa světa ověnčená ratolestmi a osmicípou hvězdou, respektive růžicí a nápisy WMO a OMM z francouzského a druhého oficiálního názvu Organisation Météorologique Mondiale.
Symbolem WMO se také stala budova WMO v Ženevě ve Švýcarsku, kterou navrhli architekti Brodbeck & Roulet.

## Zajímavosti
Pro potřeby sídla organizace v Ženevě vydává švýcarská poštovní správa od roku 1956 poštovní známky s označením ORGANISATION METEROLOGIQUE MONDIALE a nadtilulkem HELVETIA. Jsou v typickém švýcarském provedení a měně.